# Abwärtskommunikation
Die Abwärtskommunikation (auch top-down Kommunikation oder Informationskaskade) ist eine Form der internen Kommunikation, bei der anders als bei der Aufwärtskommunikation (bottom-up) und der Kommunikation auf gleichen Hierarchieebenen (in-between) der Kommunikationsfluss vom leitenden Management oder Arbeitgeber ausgeht (top-down). 
Die Abwärtskommunikation wird in Unternehmen und großen Betrieben zumeist dafür verwendet, die Mitarbeiter über laufende Prozesse und Entwicklungen auf dem Laufenden zu halten. Hierfür werden verschiedene Instrumente der Kommunikation verwendet, zum Beispiel Verteilermedien wie Mitarbeiterzeitschriften, Rundschreiben, innerbetrieblicher Rundfunk oder andere elektronische und Printmedien.

## Geschichte
In der Struktur eines Unternehmens, einer Behörde, Organisation oder ähnlich gearteten Strukturmodellen, ergeben sich verschiedene Problematiken, wie Informationen von der Quelle der Entstehung oder Entscheidungsfindung bis zur Basis gelangen sollen. Hierfür wurden verschiedene Kommunikationsmodelle entwickelt und umgesetzt. Im Verlauf der Entwicklung der Gesellschaft, der Industrie, aber auch einzelner Personenverbände wurden nach und nach neue Modelle entwickelt oder bestehende Modelle weiterentwickelt.
Frederick W. Taylor, der als Begründer der Arbeitswissenschaften gilt, begründete das Konzept des Scientific Management und entwickelte damit eine Methodik, mit deren Hilfe Unternehmen effizienter und wirtschaftlicher arbeiten konnten. In diesem Konzept stellte er auch die Notwendigkeit einer Kommunikation von oben nach unten dar.
Im Zuge der immer stärker voranschreitenden Industrialisierung und Modernisierung westlicher Staaten, entwickelte Henri Fayol einen administrativen Ansatz zur Gestaltung der Gesamtorganisation eines Unternehmens. Für Fayol war es von elementarer Bedeutung, dass Mitarbeiter vom Management und Personen in leitenden Positionen geführt werden müssen und durch direkte Anweisungen von oben (Befehl und Gehorsam) die Interessen und Ziele der Gesamtheit umgesetzt werden müssen.
Max Weber stellte seinem Werk Wirtschaft und Gesellschaft (1922) einen neuen Idealtypus vor und konstatierte, dass die Bürokratie als Idealtypus der Herrschaftsausübung anzusehen sei und die Abwärtskommunikation die effizienteste Form sei, um ein Unternehmen handlungsfähig zu machen. 
Taylor, Fayol und Weber haben in ihren Werken damit in unterschiedlicher Weise Ansätze für die Abwärtskommunikation erarbeitet. Diese wurden mit dem gesellschaftlichen und auch unternehmenswirtschaftlichen Wandel immer wieder neu definiert und weiterentwickelt. In der modernen Gesellschaft und den führenden Industrienationen ist daher die Abwärtskommunikation in ihrer herkömmlichen Form, nämlich der von oben diktierten Anweisungen, kaum noch anzutreffen. Vielmehr wird heute eine den Umständen angepasste Mischung der Abwärtskommunikation und der Aufwärtskommunikation genutzt, welche das Unternehmen an Flexibilität gewinnen lässt.

## Abwärtskommunikation (top-down)
Mit der Abwärtskommunikation hat das leitende Management die Möglichkeit schnell und effektiv Informationen und Direktiven an alle Hierarchieebenen weiterzuleiten. In großen Unternehmen findet dieser Informationsfluss über mehrere Stufen statt. Die Informationsweitergabe erfolgt hierbei pyramidenförmig von der obersten Instanz über die nachgeschalteten Instanzen, bis sie schlussendlich den Mitarbeiter an der Basis erreicht hat. 

### Vorteile der Abwärtskommunikation
Vorteile der Abwärtskommunikation ergeben sich aus der schnellen und effektiven Weitergabe von Informationen, Veränderungen und Direktiven. Dabei kann dieses Mittel der internen Kommunikation vor allem auch effektiv dafür genutzt werden, um Veränderungen im innerbetrieblichen Ablauf oder der innerbetrieblichen Ausrichtung schnell herbeizuführen, ohne mögliche Interessenskonflikte der Mitarbeiter evaluieren und berücksichtigen zu müssen. Die Abwärtskommunikation ist oftmals auch das gewählte Mittel, wenn der Handlungsspielraum von vornherein stark eingeschränkt ist, beispielsweise bei der Produktsicherung.

### Nachteile der Abwärtskommunikation
Aus den Vorteilen der Abwärtskommunikation ergeben sich jedoch auch große Nachteile. Aufgrund der Vermittlung von Veränderungen oder Informationen in Form einer abwärts gerichteten Kommunikation, führen diese meist zur Ablehnung bei den Mitarbeitern an der Basis, vor allem, wenn die Veränderungen tiefgreifend in den Arbeitsalltag eingreifen. Zudem können sich Nachteile der Abwärtskommunikation ergeben, wenn große Mengen an Informationen vermittelt werden müssen. Zum einen kann dies zu einem Informationsüberschuss bei den Mitarbeitern führen, außerdem besteht die Gefahr, dass aufgrund der fehlenden oder stark beschränkten direkten Kommunikation die Informationsaufnahme und -sicherung nicht erfolgt.

## Mittel der Abwärtskommunikation
Für die Abwärtskommunikation haben sich im alltäglichen Unternehmensleben verschiedene Medien durchgesetzt. Mit fortschreitender Technisierung und Entwicklung neuer Möglichkeiten der Kommunikation, entwickeln sich auch die Mittel der Abwärtskommunikation weiter. Oftmals werden in großen Unternehmen oder Organisationen ein breites Spektrum verschiedener Medien und Kommunikationsformen eingesetzt. Die nachfolgende Aufzählung erhebt keinen Anspruch auf absolute Vollständigkeit, sondern soll zum einen vermitteln, dass die Abwärtskommunikation nicht nur neuer Erkenntnisse in der Sozialwissenschaft, Psychologie und anderen gesellschaftswissenschaftlichen Forschungsgebieten unterliegt, sondern auch von neuen Technologien profitiert. Das Abwägen der Vor- und Nachteile der einzelnen Mittel der Abwärtskommunikation sind zum einen Grundlage der Entscheidungsfindung sowie des Erfolges, der sich einstellt, wenn die Informationen in einer bestimmten Art und Weise weitergegeben werden.

### Geschriebene und gedruckte Medien
Geschriebene und gedruckte Medien sind neben dem direkten Kontakt das grundlegende Mittel der Abwärtskommunikation. Mit Entwicklung der Druckerpressen im Mittelalter und später dann der elektronischen Drucker, waren und sind sie das vorherrschende Mittel, um mit Mitarbeitern zu kommunizieren.
Zu den geschriebenen oder gedruckten Medien gehören unter anderem die Rundschreiben, Arbeitsanweisungen, interne Newsletter oder Jahresberichte. Vorteile der geschriebenen und gedruckten Medien sind, dass sie schnell und einfach vervielfältigt werden können und jedem Mitarbeiter entweder in persönlicher Ausgabe oder über einen öffentlichen Aushang zugänglich sind. Nachteil dieser Kommunikationsform ist, dass unter Umständen Informationen zu spät den Adressaten zugehen. Ein weiterer Nachteil besteht darin, dass Informationen gezielt zurückgehalten werden können oder durch Überfluss beim Adressaten nicht gespeichert werden können.

### Audiovisuelle Medien
Mit Fortschreiten der Technisierung in Unternehmen und Organisationen werden immer mehr audiovisuelle Medien wie firmeneigenes Fernsehen, Videopräsentationen oder Filme genutzt. Diese Medien haben den Vorteil, dass Informationen und Direktiven in aufgelockerter Form und mit anschaulichem Beispiel vermittelt werden können. Hinzu kommt, dass durch die Präsentation eines Sprechers oder einer geeigneten Leitfigur in Film und Fernsehen eine zusätzliche Identifikation mit den neuen Informationen stattfinden kann. Großer Nachteil ist, dass die Produktion von Filmen und anderen audiovisuellen Medien sehr teuer und zeitintensiv sind. Viele Informationen werden dann eventuell verspätet zugehen und bei der Präsentation schon veraltet sein. Mithin besteht das Problem, dass durch audiovisuelle Präsentation die Produktion den eigentlichen Informationsinhalt überlagert und somit zu einer Verzerrung der Umsetzung beim Empfänger führt.

### Gruppen-Meetings
In vielen Unternehmen und Organisationen wird die Abwärtskommunikation durch Gruppen-Meetings unterstützt oder teilweise sogar ersetzt. Zu den Gruppen-Meetings zählen Konferenzen und Tagungen, Workshops und Seminare sowie Besprechungen innerhalb kleinerer und mittlerer Unterabteilungen des Unternehmens oder der Organisation (z. B. Abteilungsbesprechungen oder Personalbesprechungen). Hier ergeben sich die Vorteile darin, dass zum einen eine soziale Komponente zum Informationsaustausch tritt, woraus wiederum eine höhere Kollegialität und Verbundenheit mit der Gruppe resultiert. Nachteile dieser Möglichkeit ergeben sich unter Umständen dadurch, dass Gruppen oftmals eine eigene Dynamik entwickeln, wichtige Informationen können verloren gehen oder aufgrund von Unachtsamkeiten untergehen.

### Weitere Möglichkeiten der Abwärtskommunikation
Weitere Möglichkeiten der Abwärtskommunikationen sind unter anderem auch Einstellungsinterviews, Leistungsbeurteilungsgespräche, direkte Arbeitsanweisungen des Vorgesetzten oder das Coaching. Diese sind fester Bestandteil in Unternehmen und Organisationen, und verändern sich zwar aufgrund neuer Forschungen und Technologien, jedoch bisher nicht in ihrer Grundform, nämlich zum Beispiel der Einstellung, Beurteilung oder Anweisung von Mitarbeitern.

## Abwärtskommunikation in der sozialwissenschaftlichen Forschung
Neuere Stimmen in der Literatur beschreiben die Form der Abwärtskommunikation auch außerhalb der traditionellen Anwendungsgebiete wie Unternehmen und Organisationen. Hierbei werden als Beispiele die Verbraucher am Ende einer Warenkette oder etwa betroffene Personen nach Umstellung eines Dienstleistungsangebots genannt. Eine genauere Untersuchung der dargelegten Punkte zeigt aber, dass diese Abgrenzung zum herkömmlichen Begriff der Abwärtskommunikation nicht zielführend ist, da der Verbraucher oder Nutznießer einer Dienstleistung stets in einer Weise von den veränderten Informationsflüssen oder Direktiven eines Unternehmens oder Dienstleisters betroffen sein wird. Dass der betroffene Personenkreis nunmehr aber in den Wirkkreis der Abwärtskommunikation einbezogen wird, wird dem Instrument der Abwärtskommunikation nicht gerecht und würde zu einer viel zu weitgreifenden Anwendung des Begriffes führen. Dennoch sind die Bestrebungen den Begriff der Abwärtskommunikation auch auf andere Bereiche der Gesellschaft auszuweiten und an die Bedürfnisse anzupassen ersichtlich und werden von der sozialwissenschaftlichen Forschung weiter untersucht.